# Пушкець
Пушке́ць (рос. Пушкец) — річка у Кіровській області (Унинський район), Росія, права притока Лумпуна.
Річка починається за 3,5 км на південний схід від колишнього присілку Липинці. Русло спрямоване спочатку на південний захід, потім повертає на південний схід. Біля села Малий Полом повертає на північний схід, а після селища Багей — на південний схід. Впадає до Лумпуна нижче селища Багей.
Русло вузьке, долина неширока, верхня течія влітку пересихає на 2 км. Береги місцями заліснені, в нижній течії заболочені. Приймає декілька дрібних приток. На річці та її притоках створено багато ставків, найбільші з яких площею 0,19, 0,12 та 0,22 км².
Над річкою розташовані присілок Малий Полом та селище Багей, збудовано декілька мостів.